# Гоубани
Гоубани (груз. ღოუბანი) — село в Грузии, на территории Тетрицкаройского муниципалитета края (мхаре) Квемо-Картли.

## География
Село находится в юго-восточной части Грузии, на правом берегу реки Китреулис-Хеви, на расстоянии приблизительно 20 километров (по прямой) к северо-востоку от города Тетри-Цкаро, административного центра муниципалитета. Абсолютная высота — 845 метров над уровнем моря.

## Население
По результатам официальной переписи населения 2014 года в Гоубани проживало 516 человек (254 мужчины и 262 женщины). В национальной структуре населения грузины составляли 99,8 %.
| Год  | Население, человек |
| ---- | ------------------ |
| 2002 | 626                |
| 2014 | ↘ 516              |